# Сергеев, Вадим Валерьевич
Вадим «Десс» Сергеев (Вадим Валерьевич Сергеев, род. 17 января 1968) — ленинградский (петербургский) музыкант и звукорежиссёр; работает в области студийной звукорежиссуры, специализируясь в области студийной записи неакадемической музыки, микширования, мастеринга.

## Биография
Вадим «Десс» Сергеев родился 17 января 1968 года в посёлке Гаджиево Североморского района Мурманской области в семье военно-морского офицера-подводника. 

Несколько детских лет прожил в Ленинграде с родственниками по материнской линии.
Увлёкся музыкой в начале 1980-х, постоянно проживая в Ереване, однако из-за переездов классического музыкального образования не получил.
В 1985 году вернулся в Ленинград, где начал первые собственные опыты звукозаписи малоизвестных исполнителей, тусующихся в неформальном кафе «Сайгон».

### Творчество
В 1986—1988 годах играл на перкуссии в нескольких коллективах, самые известные из которых «Набережная Лимпопо» Бориса Чистого и «Ингермаландия» Игоря Строганова.
В 1989 году в качестве звукооператора примкнул к воссозданному в Ленинграде «Проходному двору» Юрия Наумова.
В декабре 1990 года, после удачной записи одного из ранних акустических альбомов Кирилла Комарова поступил на службу в студию группы Телевизор, где и работал до её закрытия летом 1994 года.
Осенью 1996-го года был приглашён музыкантами группы «Caprice» в Москву для записи дебютного альбома группы.
Впоследствии работал в постоянном штате нескольких студий Санкт-Петербурга, а в качестве приглашённого специалиста — в большинстве известных. Работает в области студийной звукорежиссуры, специализируясь в области студийной записи неакадемической музыки, микширования, мастеринга. Охватывает своей работой широкий диапазон стилей от металла и джаз-рока до шансона и авторской песни, микшируя «Парижские сезоны» группы Billy's Band, записывая группу «Танки» Мити Максимачёва, Киру Хабарову, Внезапный сыч и многих других. Участник полуподпольной студйиной группы "Царьградъ"
В конце 90-х — начале 2000-х годов Сергеев активно сотрудничает с журналом «АудиоМагазин» и ведёт рубрику, посвящённую звуку в городском журнале «ТНЕ!» («Ты Настоящий Европеец!»)
В 2002 году стал сопродюсером альбома Pentanine — последнего прижизненного альбома Пьера Мерлена.
В 2006 году вместе с компаньоном создал собственную студию «IntroStudio», но после ограбления в 2008 году был вынужден закрыть её из-за проблем с помещением.
В 2007 году занял второе место в конкурсе звукорежиссёров имени Ю. Морозова с фонограммой песни «Офис» группы «Оргия праведников».
После кражи со взломом в апреле 2008 года студия «IntroStudio» была вынужденно закрыта. С осени того же года Вадим открыл частную мастерскую по сведению (микшированию) и мастерингу, в небольшой комнате, которая получила неофициальное название Limpopo. Среди клиентов группы и исполнители: Михаил Огородов, Оргия праведников, Дефекты речи, Александр Смирнов и компания, Мэлдис, Андрей Правдин, Кирилл Комаров, Василий К., Отава Ё , Борис Чистый и другие.
Зимой 2015 года Вадим поступает на работу в небольшую государственную студию, открытую при Библиотеке имени В. В. Маяковского.

### Семья
Женат. Дочь 2000 года рождения.
В различных интернет-изданиях и справочных порталах нередко ложно отождествляется и путается с гитаристом и бас-гитаристом группы «Сплин» Сергеевым Вадимом Петровичем.

## Статьи
- Вадим DESS СЕРГЕЕВ: Про метроном